# Phallotorynus jucundus
Phallotorynus jucundus är en fiskart som beskrevs av Ihering, 1930. Phallotorynus jucundus ingår i släktet Phallotorynus och familjen Poeciliidae. Inga underarter finns listade i Catalogue of Life.